# Mais n'te promène donc pas toute nue (film 1906)
Mais n'te promène donc pas toute nue è un cortometraggio muto del 1906 diretto da Louis Feuillade.

## Produzione
Il film fu prodotto dalla Société des Etablissements L. Gaumont.

## Distribuzione
Distribuito dalla Société des Etablissements L. Gaumont, uscì nelle sale cinematografiche francesi nel 1906.